# 札幌市立大谷地小学校
札幌市立大谷地小学校（さっぽろしりつおおやちしょうがっこう）は、北海道札幌市白石区にある公立小学校。

## 概要

### 教育目標
豊かな人間性とたくましい実践力をもつ子ども
- 元気な子 強靭な心身の育成 - 私たちは、北国に育つ子どもです。じょうぶでたくましい子どもになります。

- 考える子 創造的な知性の育成 - 私たちは、自分の考えで学習する子どもになります。

- 親切な子 豊かな情操の育成 - 私たちは、友達と助け合い明るくきまりよい学校をつくる子どもになります。

### 校歌
作詞：斉藤義夫、作曲：渡部日出夫

## 沿革
- 1893年（明治26年） - 大谷地簡易教習所が設置される。
- 1897年（明治30年） - 大谷地尋常小學校となる。
- 1899年（明治32年） - 現在の地に移転する。
- 1900年（明治33年） - 北海道札幌郡白石尋常小學校大谷地分教場となる。
- 1901年（明治34年） - 北海道札幌郡白石尋常高等小學校大谷地分教場となる。
- 1941年（昭和16年） - 北海道札幌郡大谷地國民學校となる。
- 1947年（昭和22年） - 札幌郡白石村立大谷地小学校となる。
- 1950年（昭和25年） - 札幌市立大谷地小学校となる。
- 1964年（昭和39年） - 児童数急増のため「柏葉荘分校」開校
- 1966年（昭和41年） - 校歌・校章制定　校旗作成
- 1967年（昭和42年） - 開校された札幌市立東白石小学校へ126名が移籍
- 1974年（昭和49年） - 開校された札幌市立しらかば台小学校・札幌市立北野小学校へ326名が移籍
- 1975年（昭和50年） - 開校された札幌市立平和通小学校へ296名が移籍
- 1978年（昭和53年） - 児童数急増のため　第４期校舎新工事
- 1987年（昭和62年） - 開校された札幌市立大谷地東小学校へ241名が移籍
- 1993年（平成5年） - 開校100周年記念教育実践発表会・記念式典・祝賀会を開催
- 1994年（平成6年） - サクラ・バラ苗木を101年「新世紀」を記念して校地に植樹

## 行事
- 4月 - 春休み、入学式、始業式、学力検査（2年生以上）
- 5月 - 運動会
- 6月 - 6年生：修学旅行
- 7月 - 5年生：宿泊学習、終業式、夏休み
- 8月 - 夏休み、始業式、教育実習期間
- 9月 - 遠足
- 10月 - 学芸発表会
- 11月 - 土曜参観
- 12月 - 大谷地まつり（児童集会活動）、終業式、冬休み
- 1月 - 冬休み、始業式、スキー学習
- 2月 - スキー遠足
- 3月 - 卒業式、修了式

## 校章
昭和41年２月制定。
銀色の大きな星は、「北極星」を表し、大谷地の「大」の字をかたどり、その間にある金色の5つのペンは学問を表し、文化の象徴を示した。
ペンの付け根にある赤い円は、大谷地の荒野をきりひらいた先人の開拓精神を表すと共に、本校教育の目指す「強健・勤勉・英知・正義・誠実」の訓を示し、さらに五穀（米・麦・粟・稗・豆）の豊穣を含んでいる。中央の部分は、五角形をもって「谷地」の文字を図案化したものである。